# Rådhuset (Stockholms tunnelbana)
Rådhuset ist eine unterirdische Station der Stockholmer U-Bahn, die unterhalb des Stockholmer Rådhuset liegt. Sie befindet sich im Stadtteil Kungsholmen. Die Station wird von der Blå linjen des Stockholmer U-Bahn-Systems bedient. Sie gehört zu den eher mäßigfrequentierten Stationen des U-Bahn-Netzes. An normalen Werktagen steigen hier durchschnittlich 13.100 Fahrgäste zu.
Die Station wurde am 31. August 1975 in Betrieb genommen, als der erste Abschnitt der Blå linjen zwischen T-Centralen – Hjulsta eröffnet wurde. Der Bahnhof wurde in bergmännischer Bauweise mit zwei Bahnsteigstollen und Querschlägen an den Enden sowie in der Mitte errichtet. Die Bahnsteige befinden sich ca. 27 Meter unter der Erde. Die Station liegt zwischen den Stationen T-Centralen und Fridhemsplan. Bis zum Stockholmer Hauptbahnhof ist es etwa ein Kilometer.

## Galerie

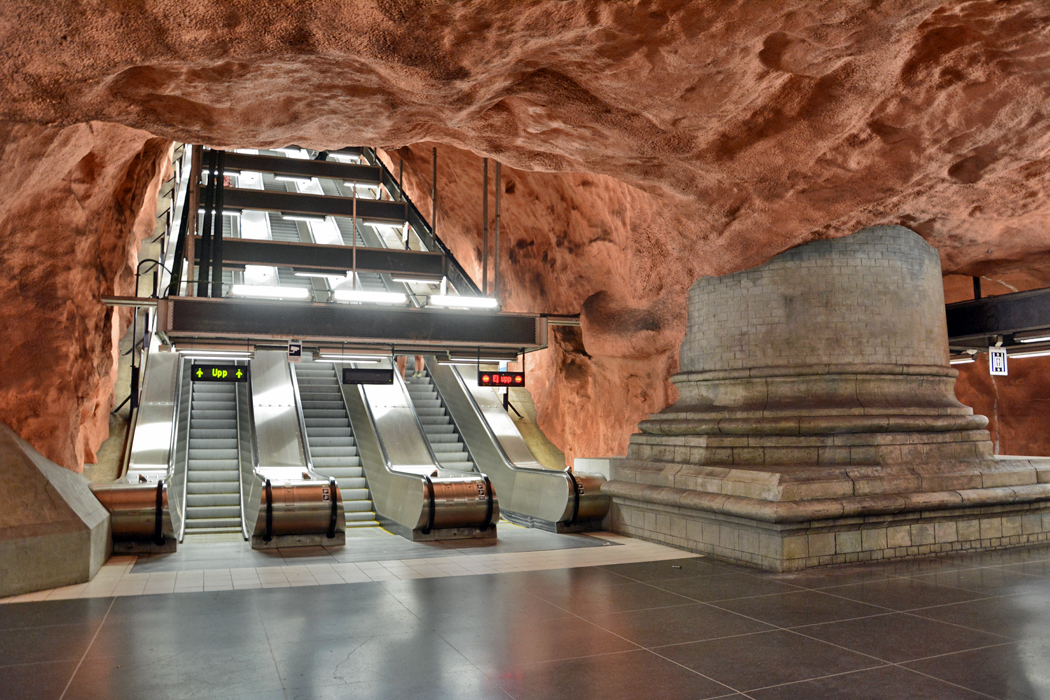
Rolltreppen an der U-Bahn Haltestelle „Rådhuset“
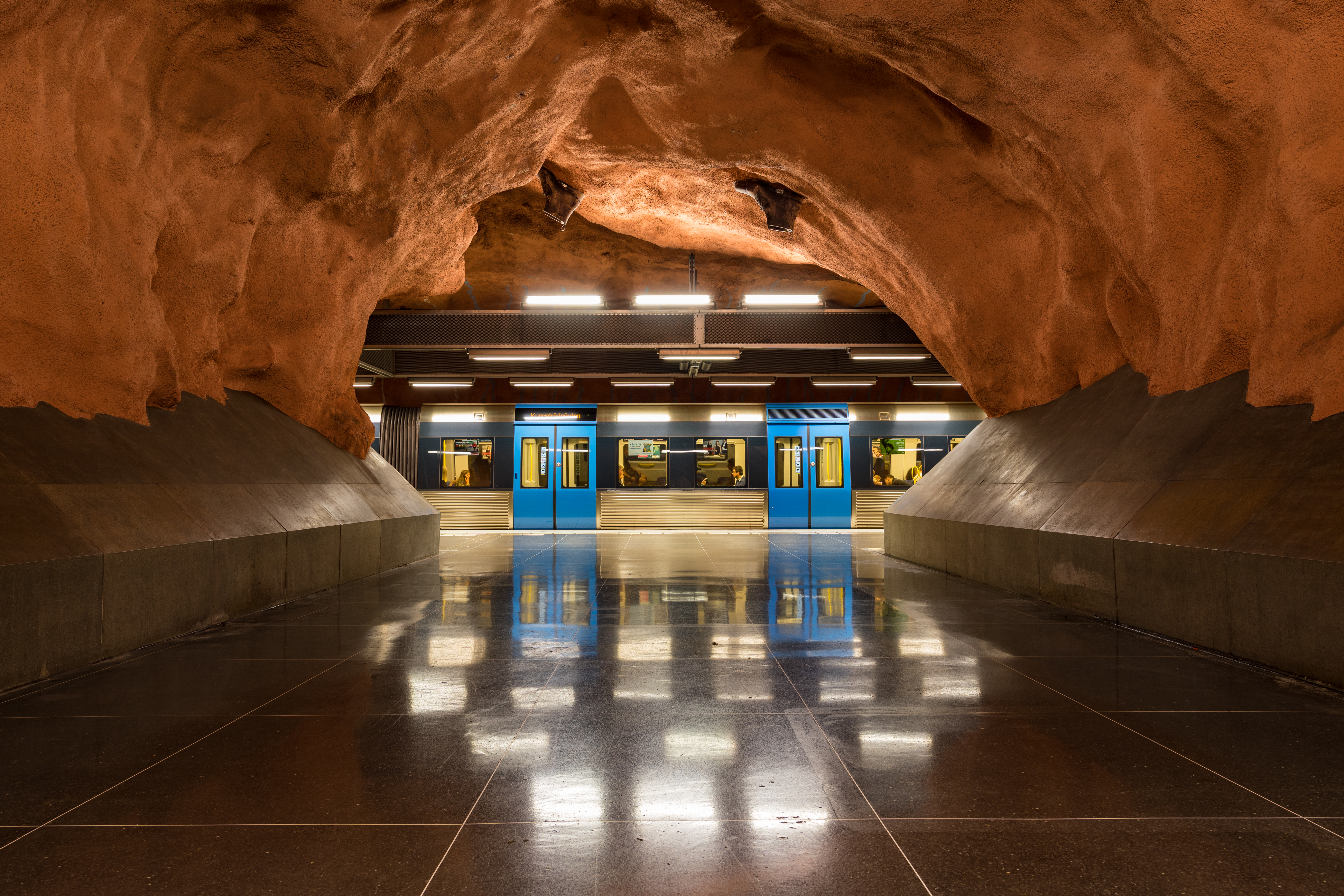
Eingefahrene U-Bahn an der Haltestelle